# ۱۸۲۷ (میلادی)
۱۸۲۷ (میلادی) هزار و هشتصد و بیست و هفتمین سال تقویم میلادی است.

## زادگان
- ۱۲ ژوئن – یوهانا اشپیری، نویسنده سوئیسی (د. ۱۹۰۱)
- ۱۷ ژوئیه – فردریک آبل، شیمی‌دان بریتانیایی (د. ۱۹۰۲)

## درگذشتگان
- ۲۶ مارس لودویگ فان بتهوون آهنگ‌ساز آلمانی.
- ۱۲ اوت – ویلیام بلیک، نویسنده، نقاش، و شاعر بریتانیایی (ز. ۱۷۵۷)